# NGC 298
NGC 298は、くじら座の方角にある渦巻銀河である。1864年9月27日にアルベルト・マルトが発見した。天の赤道に近い位置にあり、そのため1年のうち特定の期間には、両半球の少なくとも一部地域からは見ることができる。14.7等級であり、口径20インチ以上の望遠鏡を用いれば見ることができる。
NGC 298の中で、16.5等級のII型超新星SN 1986Kが観測された。